# Ben Haenow
Ben Haenow (* 1985) ist ein britischer Popsänger aus London. Er ist der Gewinner der elften Staffel von The X Factor im Jahr 2014.

## Karriere
Von Beruf ist Ben Haenow Transportfahrer und lebt in Croydon im Süden Londons. Als er 15 Jahre alt war, begann er in Bands zu singen. Mit seinem Bruder gründete im Alter von 22 Jahren die Rock-and-Roll-Band Lost Audio. Mit der Band gingen sie auch auf Tour, bis sein Bruder an einem Gehörschaden erkrankte und die Band zerfiel.
2014 bewarb er sich bei der Castingshow The X Factor. Er erreichte die Liveshows und kam in den ersten drei Sendungen ins obere Drittel. Mit seiner Darbietung von Highway to Hell in der vierten Show wurde er dann zum Favoriten des Publikums und erreichte bei allen folgenden Runden jeweils die meisten Anruferstimmen. Obwohl die britischen Buchmacher im Finale die Konkurrentin Fleur East favorisierten, setzte er sich klar mit 57,2 % der Stimmen durch.
Sein Finalsong Something I Need, eine Coverversion des Hits von OneRepublic, wurde im Anschluss an den Finalsieg veröffentlicht und erreichte Platz eins der britischen (als Weihnachts-Nummer-eins-Hit) und Platz zwei der irischen Singlecharts.

## Diskografie
Alben
- 2015: Ben Haenow

Singles
- 2014: Something I Need
- 2015: Second Hand Heart (feat. Kelly Clarkson)